# Rigidoporus parvulus
Rigidoporus parvulus är en svampart som beskrevs av Corner 1987. Rigidoporus parvulus ingår i släktet Rigidoporus och familjen Meripilaceae.   Inga underarter finns listade i Catalogue of Life.